# ジェームズ・シゲタ
ジェームズ・サブロー・シゲタ（James Saburo Shigeta、日本名：繁田 三郎〈しげた さぶろう〉、1929年6月17日 - 2014年7月28日）は、アメリカ合衆国ハワイ州出身の日系アメリカ人三世の歌手、俳優。

## プロフィール

### 生い立ち
ホノルルの日系移民の家庭に生まれ、作家か英語教師になることを志してニューヨーク大学で英語を学び、一方では演劇も学び、在学中の1950年に友人の勧めで応募したスター発掘番組「Ted Mack's Amateur Hour」で優勝。

### デビューと軍歴
奨学金を得て声楽を学び、ラスベガスのナイトクラブで歌手としてキャリアをスタートさせた。デビュー当初は、人種に対する先入観を除いた方が成功するだろうというエージェントの発案で、ガイ・ブライオン(Guy Brion)というヨーロッパ風の芸名を使い、ニューヨークやハリウッドのサパークラブで活躍、人気を得た。しかし朝鮮半島で朝鮮戦争が始まると、アメリカ海兵隊に入隊し2年半従軍した。除隊時の階級は二等軍曹。

### 日本での活躍
除隊後、ラスベガスで歌手活動を再開。ロサンゼルスのサパークラブ「プレイアーズ」に出演中、ハワイの松尾興行（布哇国際興行会社）の招きを受け、1954年12月12日に初来日。本名である「ジェームス繁田」の名前で、赤坂のナイトクラブ「ラテン・クォーター」を皮切りに日本での活動をスタートさせた。翌1955年の正月公演から歌手として日劇ダンシングチーム（N.D.T）のレヴューにゲスト出演して、日本劇場（日劇）のステージに立った。
また、越路吹雪らとゲストとして参加した1958年のN.D.T豪州公演「Cherry Blossom Show」は大成功を収め、シドニー・モーニング・ヘラルド紙の劇評には「主演男優のジェームズ繁田は端正な二枚目俳優で、（レコード会社は）彼の心安らぐバリトンの声をレコード化すべき」と記されている。その他にも、NHK紅白歌合戦に2回連続出場（詳細は下記参照）するなど、およそ5年間、日本で活躍した。

### 帰国後
演技経験はなく、俳優になる気もなかったが、帰国後の1959年、サミュエル・フラー監督の『クリムゾン・キモノ』でスクリーン・デビュー。事件の捜査中に出会った白人女性と恋に落ちる日系人刑事を演じ、アメリカ映画で初めて白人女性の愛を獲得した役を演じたアジア系俳優となる。これは、異人種間の恋愛が描かれることが極めてまれで、恋愛映画の場合、白人女優の恋の相手は白人男優が演じるといった人種による役割分担が常識化していた当時のハリウッドの撮影システムの中で、従来の常識を打ち破ったエポック・メイキングな出来事であり、（特にアジア系俳優にとっては）現在でもアメリカ映画史の中の重要な出来事の一つとして語られている。
『クリムゾン・キモノ』の撮影後もラスベガスで歌手活動を続けるが、パラマウント映画のプロデューサーの目に留まり、『Walk Like a Dragon』（1960年）に中国人少女を巡ってカウボーイと対立する誇り高い中国人青年役で出演。
また、1961年にはロジャース&ハマースタインのミュージカルを映画化した『フラワー・ドラム・ソング』で主人公の一人の中国人青年、『太陽にかける橋』ではアメリカ人女性グエン（演じたのはキャロル・ベイカー）と結婚した太平洋戦争時の日本人外交官・寺崎英成を演じ、ロマンティックな二枚目の日系俳優としての地位を確立した。寺崎英成の兄・寺崎太郎役で共演した丹波哲郎は、後年「ジェームス繁田は、まぁ好感の持てる男だったね」と述懐している。

### 日系スター
1960年代末に流行したマカロニ・ウエスタンは、世界中から有名無名を問わずに数多の俳優を出演させた。エンツォ・ペリ監督のアルジェリア・ロケの異色作『黄金の3兄弟』（1966年/未ソフト化）に空手の達人役として、米国俳優のトーマス・ハンターと共に主役として起用されたが、長年のキャリアの中イタリア映画へは本作が唯一本だった。
1976年に出演した『ミッドウェイ』では南雲忠一中将を演じた。日本人らしさを出そうと役作りに腐心し、共演した三船敏郎を感心させたという。1970年代からはテレビ作品へのゲスト出演が主となり、しばらくスクリーンから遠ざかったが、1988年の映画『ダイ・ハード』では、人質として命の危機に遭いながらも毅然と振る舞う日系人社長を演じた。
他の日系俳優と同様に、中国人、ベトナム人などアジア人全般を演じることが主であり、ある映画製作者が言ったという「ジェイムズ、もし君が白人なら大スターになっただろう」という言葉が表す通り、ロマンスの主役から冷酷な悪役まで、ハリウッドのアジア観の変化が配役に反映され、キャリアの浮き沈みとなって表れているが、長きにわたって第一線で活躍するアジア系俳優としての存在感を示し続けた。

### 様々な活躍
映画のほか、『フラワー・ドラム・ソング』『王様と私』といったミュージカルの舞台にも出演している。2006年には、ともに『フラワー・ドラム・ソング』に出演したナンシー・クワンと『Love Letters』で45年ぶりに共演し、話題を呼んだ。
2006年にサンフランシスコで開かれた「San Francisco International Asian American Film Festival」ではジェームズ繁田特集として『クリムゾン・キモノ』『太陽にかける橋』『Walk Like a Dragon』が上映されるなど、メロドラマの主人公としての人気は今も高い。

### 晩年
2012年に脳卒中で倒れ、ビバリーヒルズの介護付住宅で療養生活を送っていたが、2014年7月28日、肺不全のため死去。85歳没。8月9日、教区員であったロサンゼルス第一会衆派教会で告別式が営まれた後、8月31日に故郷ホノルルで追悼式が行われ、国立太平洋記念墓地に埋葬された。2015年のアカデミー賞で追悼が行われた。

## プライベート
私生活を公にすることをかたくなに拒否しており、インタビューでもプライベートについてはほとんど話さない。流暢な日本語を話し、イタリア語、フランス語も話せるが、『日米タイムズ』のインタビューに、日本語は話す機会がないので昔ほど上手くなくなっていると謙遜気味に語っている。もともと日本語は話せず、来日に際して勉強したという。
アジア人に対するステレオタイプな見方を印象付けるような役は避け、アジア系アメリカ人の現実的な姿を演じることでアジア人に対する良いイメージを与えたいと言い、自身の出演作の中では、実話であり、日本人を好ましく描いている『太陽にかける橋』が好きな作品で、ソフト化を希望していると話している。
自身については、"star"よりも"actor"と呼ばれる方を好み、自分を表す言葉は"shy"であると答えている。様々な人種と異文化が混在するハワイが自分の根幹であり、「ハワイから来た恥ずかしがりやの田舎育ちの少年」と呼ばれるのが好きだという。

## 主な出演作品
- クリムゾン・キモノ The Crimson Kimono (1959)
- Walk Like a Dragon (1960)
- 嬉し泣き Cry for Happy (1961)
- 太陽にかける橋 Bridge to the Sun (1961)
- フラワー・ドラム・ソング Flower Drum Song (1961)
- アウター・リミッツ The Outer Limits (1963,64/TVシリーズ) [第1シーズン10話、第2シーズン10話]
- 裏切り部隊 To Kill  a Man（1964）
- 弁護士ペリー・メイスン Perry Mason (1965/TVシリーズ) [第8シーズン29話]
- ハワイアン・パラダイスParadise, Hawaiian Style (1966)
- 鬼警部アイアンサイド Ironside (1969,71/TVシリーズ) [第3シーズン6話、第5シーズン15話]
- スパイ大作戦 Mission: Impossible（1970/TVシリーズ) [第5シーズン7話]
- 失われた地平線 Lost Horizon（1973）
- ザ・ヤクザ The Yakuza (1974) - 田中五郎役
- ミッドウェイ Midway (1976) - 南雲中将役
- 大草原の小さな家 (1977/TVシリーズ) [第3シーズン17話] - サム・ウィン役
- 原爆投下機 B-29 エノラ・ゲイ ―一九四五・八・六・ヒロシマ―（英語版） Enola Gay: The Men, the Mission, the Atomic Bomb (1980/TV)
- パトカーアダム30 (1982～86/TVシリーズ) [第3シーズン3話、第5シーズン16,17話]
- 超音速攻撃ヘリ エアーウルフ (1985/TVシリーズ) [第2シーズン13話]
- ジェシカおばさんの事件簿 Murder, She Wrote（1987,1992/TVシリーズ) [第3シーズン12話、第9シーズン7話]
- ダイ・ハード Die Hard（1988）
- 新スパイ大作戦 Mission: Impossible (1989/TVシリーズ) [第1シーズン10話]
- バビロン5 Babylon 5（1994/TVシリーズ) [第2シーズン6話]
- スペース・マリーンズ Space Marines(1995)
- ムーラン Mulan (1998) - 声の出演
- ビバリーヒルズ青春白書 Beverly Hills. 90210 (1999/TVシリーズ) [第9シーズン17話、第10シーズン5話、12話]
- BROTHER Brother (2000)
- ヤッた相手が多すぎて。 The People I've Slept WIth (2009)

## レコード、CD
- 花のステージ 第2集 / LPレコード:ビクター LV69/（不明）＊オムニバス、収録曲「白樺の湖畔」
- バイアへ帰ろうよ／生命をかけた恋(タラのテーマ)  /EPレコード:ビクター A-5198/（1955年）
- 鈴懸の径 ア・ナイト・トゥ・リメンバー／碧空のかなたに ボラーレ /EPレコード:ビクター AS-6017/（1958年）＊「鈴懸の径 ア・ナイト・トゥ・リメンバー」は英訳詞(日本語詞の忠実な英訳ではなく、愛する人との思い出と別れを綴った内容で、ほぼ創作)も担当
- ゴールデン・スタンダード集 オンリー・ユー  /オムニバス、生命をかけた恋(タラのテーマ)収録/ CD:ビクターエンタテインメント/JP:21744170（2006年）
- Scene One  /LP Records:SILVER SLIPPER U.S./（1960年：Jimmy Shigeta名義）
- I've Got Somebody To Love  /EP Records:SILVER SLIPPER U.S./（1960年：Jimmy Shigeta名義、"Scene One"からのシングルカット）
- We Speak Same Language  /LP Records:CHOREO RECORDS U.S./ASIN:B000P6JA78（1962年）
- Flower Drum Song  /Film  Soundtrack / CD:Decca U.S./ASIN:B00006jkcm

## NHK紅白歌合戦出場歴
| 1957年（昭和32年）/第8回                               | 魅惑のワルツ | 雪村いづみ |
| 1958年（昭和33年）/第9回                               | ヴォラーレ   | 藤沢嵐子   |
| - いずれも、ラジオ中継の音声と歌唱中の写真が現存する。 |              |            |